# Saint-Ferjeux
 Saint-Ferjeux  es una población y comuna francesa, situada en la región de Franco Condado, departamento de Alto Saona, en el distrito de Lure y cantón de Villersexel.

## Demografía
| 41 | 42 | 67 | 64 | 98 | 78 |
| Para los censos de 1962 a 1999 la población legal corresponde a la población sin duplicidades (Fuente: INSEE [Consultar]) |    |    |    |    |    |